# Phaea janzeni
Phaea janzeni là một loài bọ cánh cứng trong họ Cerambycidae.